# Vicente Carretero
Vicente Carretero (19 d'abril de 1915 - Madrid, 27 de setembre del 1962) va ser un ciclista espanyol, que fou professional entre 1932 i 1947.
Els seus principals èxits esportius foren a la Volta a Espanya, en què aconseguí sis victòries d'etapa, cinc d'elles en la de 1936. El 1945 guanyà sis etapes de la Volta a Catalunya.

## Palmarès
- 1934
  - 1r a la Clàssica als Ports
- 1936
  - 1r a la Tarragona-Madrid
  - Vencedor de 5 etapes de la Volta a Espanya
- 1940
  - 1r a la Madrid–València
- 1941
  - Vencedor d'una etapa de la Volta a Espanya
- 1942
  - 1r al Circuit Ribera de Jalón
- 1943
  - 1r al Gran Premi Àlaba
- 1944
  - Vencedor de 2 etapes del Gran Premi Ajuntament de Bilbao
- 1945
  - Vencedor de 6 etapes de la Volta a Catalunya
  - 1r al Campionat de Barcelona
- 1946
  - 1r al Circuit Ribera de Jalón

### Resultats a la Volta a Espanya
- 1936. 11è de la classificació general. Vencedor de 5 etapes
- 1941. 8è de la classificació general. Vencedor d'una etapa
- 1947. 14è de la classificació general